# توني دوناتلي
توني دوناتلي (بالإنجليزية: Tony Donatelli)‏ هو لاعب كرة قدم أمريكي، ولد في 7 يونيو 1984 في Glenside, Pennsylvania ‏ في الولايات المتحدة. لعب مع أوتاوا فيوري وإمباكت مونتريال وتشارلستون بيتري وفانكوفر وايتكابس.

## وصلات خارجية
- توني دوناتلي على موقع قاعدة بيانات كرة القدم.إي يو (الإنجليزية)
- توني دوناتلي على موقع Soccerway.com (الإنجليزية)